# 広瀬橋 (広島市)
広瀬橋（ひろせばし）は、広島県広島市の天満川に架かる道路橋。

## 概要
江戸時代からある簡易な板の橋が前身であり、その後木橋として正式にかけられ、現橋は被曝による落橋にともない再架橋されたもの。
広島市道天満矢賀線（相生通り）筋の橋。上流に広島市道中広宇品線筋の中広大橋、下流に広島県道265号伴広島線筋の天満橋がある。
東詰北側には、被爆建造物であり改築され現在も使用されているNTT西日本十日市ビル（旧・広島中央局西分局）がある。少し東へ行くと広島市道横川江波線（寺町通り）と広島電鉄の交点となり、広電十日市町停留場が最寄の駅となる。
西詰南側に広島市立天満小学校がある。少し南へ行くと広島電鉄本線の天満町停留場へたどり着く。

## 歴史
藩政時代、防犯理由のため城下には架橋規制が引かれており、天満川には西国街道筋の天満橋と、上流にある出雲石見街道筋の横川橋のみ架かっている状況であった。ただこの地には板を渡しただけの簡単な2本の橋が江戸時代から存在しており、現在も残る広島城下の絵地図である「芸州広島図」などに描かれている。これが広瀬橋の前身にあたり、当時の橋名や架橋年度等は不明である。
明治時代に入ると規制は解かれ、1907年（明治40年）6月油屋町（現在の十日市町一丁目/猫屋町/本川町一丁目）在住の小川某という人物が自費で木橋を架け「洞春橋」と名付けられた。なお下地図および写真からもわかる通り、当時は現在地から約130m上流に位置していた。1913年（大正2年）出版『広島案内記』の中に洞春橋の名が存在する
その後、時期は不明であるが現在の広瀬橋に改称されている。1919年（大正8年）には再架橋している。1939年（昭和14年）、東詰に「広島中央局西分局」が市内初の自動交換局として開局した。また下流側には簡易な遊泳場も存在していた。このころになると、ここより東へ進むと相生橋から広島の中心部へ、西に進むと福島川（現在廃川）には「小河内橋」という木橋が存在した。
1945年（昭和20年）8月6日に原爆被災（爆心地から1.18km） 。表面の床板は吹き飛び、桁がむき出しとなり、欄干は自然に燃え上がり、午後2時には焼け落ちた。燃え落ちるまでの短い間、このむき出しの桁の上を被爆者は渡って逃げている。桁は被爆者の血で真っ赤に染まっていた。
現在の橋は、1957年（昭和32年）5月に架けられている。ちなみに太田川放水路改修工事に伴い、小河内橋付近は埋め立てられている。
2000年代に入り市内中心部の交通網が再整備が計画される中で、この橋の再整備も計画されている。